# آتئینا بیلون
آتئینا بیلون (اسپانیایی: Atheyna Bylon‎؛ زادهٔ ۶ آوریل ۱۹۸۹) بوکسور، و افسر پلیس زن اهل پاناما است که در مسابقات جهانی بوکس آماتور و بازی‌های آمریکای جنوبی در مجموع برندهٔ ۲ مدال طلا شده‌است.